# Lachesis melanocephala
Lachesis melanocephala es una serpiente venenosa nativa de Costa Rica que pertenece a la subfamilia de las víboras de foseta. No existe subespecies reconocidas.

## Nombre comunes
En Costa Rica, de donde es endémica, se le llama "plato negro" 

## Descripción
Adultos suelen crecer hasta 190-200 cm y pueden alcanzar un tamaño de  230 cm (Solórzano, 2004) hasta 240 cm (Ripa, 2001). Una de las características distintivas de esta especie es que tiene la parte superior de la cabeza de color negro.

## Distribución geográfica
Se halla en Costa Rica, en la vertiente del Pacífico de la provincia de Puntarenas desde el nivel del mar hast 1500 m. La localidad tipo es "selva tropical 9 km al norte de Ciudad Neily en el sudeste de la Provincia de Puntarenas, Costa Rica."
Campbell y Lamar (2004) definen su rango como el sudoeste de Costa Rica y posiblemente el extremo occidente de Panamá, aunque declaran que casi todos los registros son de la provincia de Puntarenas.